# Castelo de Sandiás
O Castelo de Sandiás, também conhecido como Torre de Sandiás ou Torre do Castro, localiza-se no município de Sandiás, na província de Ourense, comunidade autónoma da Galiza, na Espanha.

## História
Erguido no alto de um outeiro isolado, sobre os restos de um castro pré-romano provavelmente na primeira metade do século XII, a origem deste castelo está associada a diversas lendas, inclusive a de Bernardo del Carpio (século IX).
Participou nas guerras fronteiriças pela possessão do condado de Limia, entre Afonso VII de Leão e Castela e Afonso I de Portugal.
Mais tarde, em 1386 foi assaltado por forças do duque de Lancaster.
Durante a Grande Revolta Irmandinha foi por estes arrasado (1467) e reconstruído após a mesma ter sido sufocada.
No contexto da Guerra Hispano-Lusitana do século XVIII, constituiu-se em um ponto de concentração de tropas.
Pertenceu aos domínios das famílias mais poderosas da província ao longo de sua história.
Actualmente resta apenas parte de sua antiga torre de menagem, dividida internamente em três pavimentos com terraço, podendo ser apreciados os muros de quase 4 metros de espessura.